# Eleonora Brown
Eleonora Brown (Napoli, 22 agosto 1948) è un'attrice italiana.

## Biografia
Figlia di padre statunitense e madre italiana, nel 1959, a soli undici anni, viene scelta da Vittorio De Sica per interpretare la parte di Rosetta (la figlia di Cesira, interpretata da Sophia Loren che per questa interpretazione vincerà il premio Oscar) nel film La ciociara, tratto dal romanzo di Alberto Moravia: la Brown si mette in luce per la recitazione intensa in scene anche drammatiche come quella dello stupro da parte dei soldati, in cui si evidenzia la bravura di De Sica nel dirigere gli attori, come ha raccontato la stessa Brown:

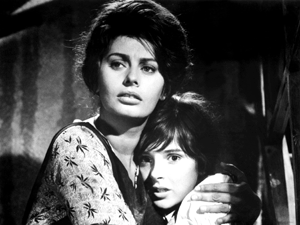
Eleonora Brown con Sophia Loren in un'immagine tratta dal film del 1960 La ciociara

Continua la carriera con De Sica, che ha apprezzato le doti della giovane attrice e che nel 1961 la richiama per Il giudizio universale, in cui - pur continuando gli studi - recita nella parte di Giovanna. Nel 1964 interpreta il melodramma Amore mio di Raffaello Matarazzo; continua poi la carriera con altri registi, tra cui sono da ricordare Dino Risi e Tony Richardson (nel suo Il marinaio del Gibilterra del 1967 recita con lo pseudonimo Eleanor Brown).
Nel 1967 interpreta il musicarello Cuore matto... matto da legare di Mario Amendola, in cui interpreta Carla, la bella ragazza di cui si innamora Tony, recitando al fianco di Little Tony e Ferruccio Amendola; in questo periodo le riviste di gossip si occupano di lei per un presunto flirt con il cantante di Tivoli. L'anno successivo recita in due spaghetti western, Sentenza di morte (con Tomas Milian) di Mario Lanfranchi e 15 forche per un assassino di Nunzio Malasomma.
Dopo il giallo Nude... si muore (1968) di Antonio Margheriti, in cui interpreta Lucille, si ritira dall'attività cinematografica, dedicandosi agli studi universitari (si laureerà nel 1982 alla Università John Cabot, un istituto universitario privato americano con sede a Roma), e alla famiglia; nel decennio successivo tornerà al cinema come doppiatrice.
Nel 2014 partecipa al film documentario Protagonisti per sempre di Mimmo Verdesca, film vincitore nel 2015 del Giffoni Film Festival come Miglior documentario, in cui, per la prima volta dopo anni di lontananza dalle scene, accetta di raccontare le esperienze e le scelte che hanno caratterizzato la sua carriera di giovanissima e popolare attrice.

## Filmografia

Nel film La ciociara

- La ciociara, regia di Vittorio De Sica (1960)
- Il giudizio universale, regia di Vittorio De Sica (1961)
- Amore mio, regia di Raffaello Matarazzo (1964)
- La battaglia dei Mods, regia di Francesco Montemurro (1966)
- Il tigre, regia di Dino Risi (1967)
- Cuore matto... matto da legare, regia di Mario Amendola (1967)
- Il marinaio del Gibilterra, regia di Tony Richardson (1967)
- 15 forche per un assassino, regia di Nunzio Malasomma (1967)
- Sentenza di morte, regia di Mario Lanfranchi (1968)
- Nude... si muore, regia di Antonio Margheriti (1968)
- Protagonisti per sempre, regia di Mimmo Verdesca (2014)
- Un amore così grande, regia di Cristian De Mattheis (2018)
- Titanus 1904, regia di Giuseppe Rossi (2024)